# Patria AMV
El Patria AMV (Armored Modular Vehicle) es un vehículo 8×8 o 6×6 multifunción militar producido por el fabricante de armas finlandés Patria. El primer prototipo se fabricó en 2001 y los primeros vehículos se entregaron al Ejército finlandés en 2003. La producción en serie se inició en 2004. 
La principal característica del AMV es su diseño modular, que permite la incorporación de diferentes torretas, armas, sensores, sistemas de comunicaciones o en el mismo transporte. Existen diseños para diferentes TPB (Transportes blindados de personal), y VCI (vehículo de combate de infantería), versiones de comunicaciones, ambulancia y diferentes versiones de fuego de apoyo armados con morteros de gran calibre y sistemas de armas. Una característica muy importante es que el AMV tiene una gran resistencia a los ataques de minas terrestres y su protección contra explosiones le permite soportar hasta 10 kg de TNT.

## Servicio
El Ejército Polaco ha adquirido 313 AMVs con torreta de 30 mm y 377 en otras configuraciones que se entregarán entre 2004 y 2013. Algunos de los vehículos polacos están empleados en Afganistán.
El Ejército finlandés ha ordenado 24 AMVs AMOS equipado con el sistema de mortero y 62 AMVs Protector M151 equipado con mando a distancia para el sistema de armas de calibre .50 o el GMG lanzagranadas. La versión estándar se conoce como XA-360 en servicio del Ejército finlandés, mientras que la versión AMOS que se conoce como XA-361.
En junio de 2006, del Ministerio esloveno de Defensa declaró que el Patria AMV será el nuevo vehículo blindado de las Fuerzas Armadas. Patria suministrará 135 vehículos, algunos equipados con morteros, el resto con torretas Kongsberg.
En mayo de 2007, la sudafricana  Denel Land Systems se adjudicó un contrato para construir una versión mejorada de la AMV, con un mayor nivel de protección balística y contra minas para la Fuerza de Defensa Nacional. Se fabricarán cinco versiones diferentes; se incluyen: Comando, mortero, misiles, la Sección de Bomberos y vehículos de apoyo. 
En julio de 2007, el Ministerio croata de Defensa seleccionó al Patria AMV como el nuevo vehículo blindado de las Fuerzas Armadas de la República de Croacia en la primera licitación internacional en su historia.
Inicialmente se pidieron 84 8×8 vehículos y 42 6×6 vehículos. El Ministerio croata de Defensa ha aprobado la compra de 84 Patria AMV 8×8 vehículos mientras que la configuración de 6×6 se desechó y esos 42 vehículos se decidieron comprar de 8×8. De todas formas es probable que se produzcan nuevas adquisiciones. 
La República de Macedonia (hoy, Macedonia del Norte) en 2006 anunció que va a adquirir el mismo vehículo militar que Croacia. La configuración de los vehículos que finalmente ganaron el concurso, serán similares a las de en servicio en Eslovenia, pero probablemente en menor número. 
Patria, en enero de 2008 anunció que los Emiratos Árabes Unidos habían solicitado AMVs equipados con la torreta de los BMP-3. El número de vehículos todavía no se ha anunciado.
El 30 de enero de 2008 se anunció que Patria se ha ofrecido a entregar 30 AMV si el Ejército checo elige como su próximo APC el Patria AMV. El ejército checo ya había elegido al  Steyr Pandur austriaco como su siguiente fabricante de APC, pero se retiró de la operación a finales del pasado año. Marruecos firmó con Patria la adquisición del AMV en el marco del programa (flotte avancée de véhicules 8×8) flota avanzada de vehículos 8×8 que incluye el VBCI y el GTK Boxer.

## Patria y Lockheed Martin
Patria y Lockheed Martin han acordado cooperar en la competencia por los EE. UU. Su objetivo es ganar el concurso para sustituir el LAV. El USMC (Cuerpo de Marines de Estados Unidos) tiene previsto obtener 600 vehículos MPC. 
La oferta prevé la competencia se llevará a cabo en el segundo trimestre de 2008, y el USMC evaluará los diferentes competidores después de esta. 
Patria AMV entregará el vehículo 8×8. Lockheed Martin es el responsable de la integración de Sistemas para la oferta de los países mediterráneos, así como la integración de sistemas de supervivencia, de los sistemas de línea de producción de los EE. UU., y de la creación de redes logísticas.

## Usuarios

### Actuales

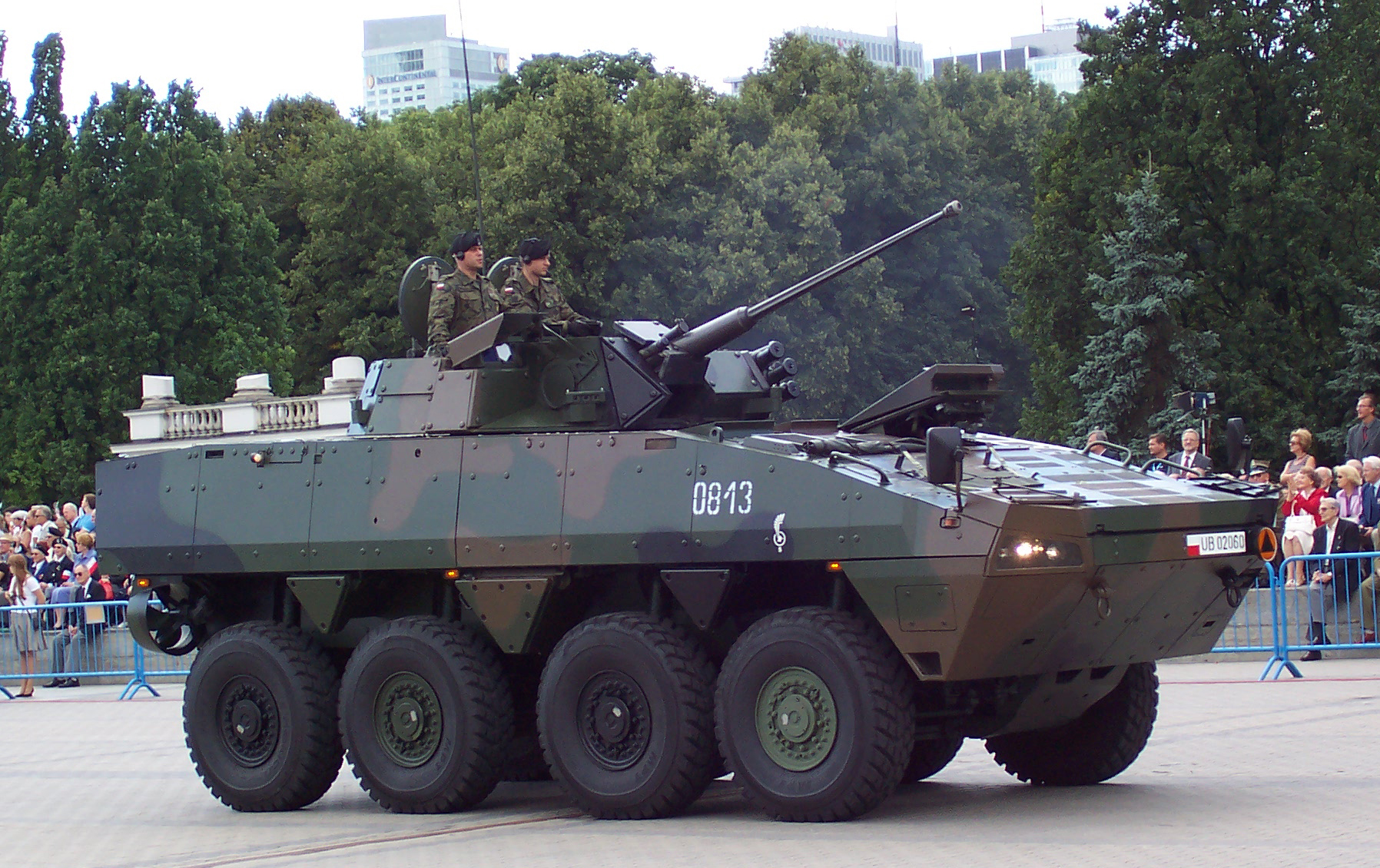
Versión polaca del Patria AMV conocida como KTO Rosomak, con pequeñas hélices en la parte trasera.

- Finlandia

Fabricante principal y actualmente el principal operador.
- Croacia
- EAU
- Macedonia del Norte
- Polonia

Fabricado localmente como KTO Rosomak.
- Eslovenia

Aprobada por el nombre de Svarun.
- Sudáfrica

Fabricado localmente como Badger.
- Suecia

### Futuros
- Estados Unidos

Patria y Lockheed Martin cooperan en la competencia por el programa del USMC MPC (Marine Personnel Carrier) & ACV (Amphibious Combat Vehicle), Como reemplazo de los LAV-25; entre 1.300 a 1.500 unidades.
- Chile
- Ejército de Chile: Patria AMV concursa en la licitación del proyecto cromo que busca reemplazar a los envejecidos Mowag Piranha del Ejército de Chile. Se espera, la coproducción con FAMAE, DTS defensa y SISDEF. Entre 450 a 500 unidades a fabricar, compite con Terrex ICV - Freccia IFV - K808 White Tiger - Stryker - BMC ALTUG 8X8 - ARMA 8X8 Otokar - Pandur II - Iveco SuperAV.[4][5][6]
- El proyecto Cromo ha sido modificado y ampliado para contemplar, tres lotes de adquisición de un modelo de vehículos blindados de transporte de persona, además de un lote adicional destinado a un modelo de vehículo de alta movilidad. La primera fase prevé la compra de 80 unidades de transporte blindado de personal, la segunda 100 y la tercera más de 300 vehículos coproducidos. Los modelo de vehículo de alta movilidad en competencia son Roshel Senador, Oshkosh L-ATV, Otokar Cobra II, Hunter TR-12 y el Hawkei.

### Fallidos
- España

Era una de las propuestas para sustituir a los BMR y VEC, entre 350 a 500 unidades

### Vehículos similares
- OTOKAR ARMA
- Pandur II
- Boxer MRAV
- MOWAG Piranha
- VBCI
- FNSS PARS
- BTR-90
- VBM Freccia
- BTR-3
- BTR-4
- Stryker
- ZBL-09